# Puente ferroviario Río Claro (Yumbel)
Puente Ferroviario Río Claro en Yumbel es un viaducto del antiguo FC Talcahuano - Chillán y Angol. actualmente es parte de la vía troncal de la Red Sur de la Empresa de los Ferrocarriles del Estado. Conecta las estaciones Yumbel y Río Claro de EFE.
Atraviesa el río Claro. Existen otros viaductos con el mismo nombre, pero que atraviesan otros Río Claro, en la Región de O'Higgins comuna de Rengo, y en la Región del Maule, comuna de Molina, Provincia de Curicó
- Datos: Q6091145